# Ischasioides gounellei
Ischasioides gounellei là một loài bọ cánh cứng trong họ Cerambycidae.